# Slag bij Sempach
De Slag bij Sempach was een veldslag, die op 9 juli 1386 werd uitgevochten bij de Zwitserse plaats Sempach. De strijd ging tussen de legers van de Oude Eedgenootschap en het aartshertogdom Oostenrijk.
De veldslag was een gevolg van de toenemende uitbreiding van de Confederatie, ten koste van het aartshertogdom.

## Verloop
Hertog Leopold III van Oostenrijk had voor de veldslag al geprobeerd vrede te sluiten met de confederatie, maar toen dit mislukte besloot hij met zijn troepen ten strijde te trekken om de eer van zijn familie en zijn bezittingen veilig te stellen. Hij kreeg hulp van Tirol en Italië. Met 3000 tot 4000 man was zijn leger beduidend sterker dan dat van zijn oom, Leopold I van Oostenrijk, dat door de confederatie was verslagen in de slag bij Morgarten. Ook het leger van de confederatie was duidelijk sterker dan tijdens de slag bij Morgarten, met ongeveer 6000 tot 8000 soldaten afkomstig uit verschillende kantons.
Leopold besloot geen grote plaatsen aan te vallen, maar zijn aandacht te richten op het plaatsje Sempach. Hij verzamelde zijn leger bij Sursee, ongeveer 8 kilometer van Sempach. Op 8 juli 1386 bereikte zijn leger Sempach, en belegerde de stad. Volgens bronnen zou zijn leger de burgers van Sempach, die trouw waren aan de confederatie, voor aankomst van het leger van de confederatie een hak hebben gezet door de graanvelden in brand te steken.
Het leger van de confederatie had zich vermoedelijk verzameld bij de brug over de Reuss nabij Gisikon. Van daaruit marcheerde het leger richting Sempach, in de hoop Leopolds leger in te sluiten bij het meer.
Tegen het middaguur kwamen beide legers tegenover elkaar te staan. Leopold was van mening dat het merendeel van het Zwitserse leger zich op het hoger gelegen terrein voor hem bevond, en liet zijn soldaten dit gebied aanvallen. In werkelijkheid bevond zich slechts een klein deel van het Zwitserse leger op deze plek. De rest van het leger viel Leopolds leger vanuit de flank aan. De ridders die te voet vochten werden vrijwel meteen omver gelopen.
Leopolds leger verloor de slag. Leopold zelf kwam tijdens de slag om.

## Legende
Nauw verbonden aan de slag bij Sempach is de legende van Arnold von Winkelried. Hij zou een cruciale rol hebben gespeeld voor de confederatie door, ten koste van zijn eigen leven, een opening te forceren in de voorste linies van het leger van Leopold III. In hoeverre dit verhaal waar is, is niet met zekerheid na te gaan.

## De slag in literatuur
De Zwitserse auteur Robert Walser (1878–1956) vermeldde de slag bij Sempach in een kort, maar gedetailleerd verslag.